# Carl Steinmeyer
Carl (auch: Carl Georg) Steinmeyer (auch:Steinmeier) (* 1774 oder 1775; † 4. Januar 1843 in Holzhausen) war ein deutscher Landwirt und waldeckischer Abgeordneter.

## Leben
Steinmeyer heiratete am 17. Oktober 1803 in Oesdorf Caroline Dorothea Steinmeyer (* 6. Juni 1778 in Holzhausen; † 29. April 1839 ebenda), die Tochter des Vollmeiers auf dem Vollmeierhof Nr. 3 in Holzhausen, Friedrich Steinmeier, und dessen Ehefrau Anna Catharina geborene Klenke.
Er lebte in Oesdorf und wurde dort 1814 als „reicher Gutsbesitzer“ genannt. 1817 verkaufte er einen Stall an die jüdische Gemeinde, die dort 1824 die Synagoge erbaute. 1824 wird er als Halbmeier in Oesdorf genannt. 1839 wird er in Holzhausen als „verarmter Gutsbsitzer“ genannt und bei seinem Tod als „armer Witwer“. 
Am 28. Januar 1814 erließ Fürst Georg Heinrich eine Verfassung, das Organisationsedikt. In dieser Verfassung vollzog Georg Heinrich die staatsrechtliche Vereinigung des Fürstentums Waldeck mit Pyrmont und wies an, dass nun auch vier Mitglieder aus Pyrmont den waldeckischen Landständen beigeordnet werden sollten. Zwei davon sollten Gutsbesitzer sein, einer aus dem Gewerbestand kommen und einer ein Vertreter des Gelehrtenstandes sein. Steinmeyer wurde als einer der beiden Vertreter des Gutsbesitzerstandes gewählt und nahm vom 13. Februar bis zum 3. Juli 1814 als Landstand am Landtag teil. Da Teil des Ergebnisses der Landtagsberatungen war, dass künftig keine Abgeordneten aus Pyrmont mehr bestimmt werden sollten, endete seine Funktion als Landstand mit dem Abschluss der Beratungen.